# Huesca
Huesca (aragonsk: Uesca) er en by i det nordøstlige Spanien med et indbyggertal på 54.704(2024) indbyggere. Byen ligger i den autonome region Aragonien og er hovedstad i provinsen Huesca.